# Kurage, den hariga hunden
Kurage, den hariga hunden (engelska: Courage the Cowardly Dog) är en amerikansk tecknad TV-serie som visas på Cartoon Network.
Seriens titelfigur är en rosa hund med svarta prickar som är rädd för allt, men ändå brukar rädda sin matte och husse från alla möjliga obehagliga faror, trots att hans husse inte alltid är snäll mot honom. Kurage bor med sin husse Hjalmar Höson och sin matte Märta Höson i en villa i en stad kallad Ingenstad i Kansas.
Serien är tecknad av John R. Dilworth. Pilotavsnittet "The Chicken from Outer Space" (Kycklingen från yttre rymden) sändes inom ramen för What a Cartoon! år 1996.

## Svenska röster
- Joakim Jennefors - Kurage
- Irene Lindh - Märta Hösson
- Per Sandborgh - Hjalmar Hösson / Galne Fred
- Stephan Karlsén - Katz / Le Quack
- Andreas Nilsson - Hallåan
- Johan Hedenberg - Räven
- Hans Wahlgren - Draken William